# Сосновский сельсовет (Курская область)
Сосновский сельсовет — сельское поселение в Горшеченском районе Курской области Российской Федерации.
Административный центр — село Сосновка.

## История
Статус и границы сельского поселения установлены Законом Курской области от 21 октября 2004 года № 48-ЗКО «О муниципальных образованиях Курской области»

## Население
| 2002 | 2010  | 2012  | 2013  | 2014 | 2015 | 2016 |
| ---- | ----- | ----- | ----- | ---- | ---- | ---- |
| 1410 | ↘1076 | ↘1040 | ↘1010 | ↘983 | ↘948 | ↘905 |
| 2017 | 2018  | 2019  | 2020  | 2021 |      |      |
| ↘878 | ↘855  | ↘818  | ↘803  | ↘777 |      |      |

## Состав сельского поселения
| № | Населённый пункт  | Тип населённого пункта       | Население |
| - | ----------------- | ---------------------------- | --------- |
| 1 | Березово          | село                         | ↘119      |
| 2 | Березово-Колодезь | деревня                      | ↘40       |
| 3 | Новоберезово      | хутор                        | ↘7        |
| 4 | Петровка          | деревня                      | ↘123      |
| 5 | Решетовка         | посёлок                      | ↘22       |
| 6 | Сомовка           | деревня                      | ↘29       |
| 7 | Сосновка          | село, административный центр | ↘736      |